# Fortim
Fortim este un oraș în statul Ceará (CE) din Brazilia.